# العلم للجميع
برنامج ثقافي عراقي يعرض فيه أبرز الأبتكارات والأختراعات العلمية. ويفسر به الحالات الطبيعية التي تثير التسألات عند بعض الناس كمثل بعض الظواهر الفلكية كحالة الكسوف والخسوف والظواهر الأخرى التي تحتاج إلى شرح وتبسيط من ذوِ الأختصاص العلمي.
البرنامج كان يبث مساء كل يوم أربعاء من قبل مُعد ومقدم البرنامج كامل الدباغ، وبثت الحلقة الأولى منه بتاريخ 28 أيلول 1960 واستمر دون أي انقطاع لغاية آخر حلقة من البرنامج بتاريخ 11 آذار 1994، أي قرابة 34 عاماً من العطاء المتجدد والمستمر، حيث اعتزل الدباغ العمل، كما شاركه بتقديم الحلقات قرابة السنتين قدامة الملاح إلى عام 1990 والذي قدمه الأستاذ كامل الدباغ إلى الجمهور.
مخرج البرنامج هو مخرج بث تلفزيون العراق سابقاٌ المخرج وهاب عزيز المعروف بالاسم الفني وهاب عبد الوهاب.
وفي الشهر الثامن من عام ٢٠٢٢ اعاد المخرج علي كاظم محمد بث البرنامج باسلوب جديد مع البروفيسور الدكتور علي البكري على قناة النعيم الفضائية وهو مستمر حاليا وتم تصوير اكثر من ٨٠ حلقة شملت العديد من العلماء والمبتكرين في عموم العراق 